# Iben Mondrup
Iben Mondrup (født 26. september 1969 i København) er en dansk forfatter. 

## Baggrund og karriere
Iben Mondrup er den ældste af en søskendeflok på tre. Fra hun var tre år gammel, boede hun i Grønland i hhv. Qasigiannguit, Qeqertarsuaq (Godhavn) og Nuuk. Forældrene Ebbe og Kirsten Mortensen, som begge var skolelærere, flyttede til Grønland i 1972 og blev der til 2019, hvor Ebbe Mortensen afgik ved døden, og Kirsten Mortensen flyttede til Danmark. Som attenårig rejste Iben Mondrup til Danmark for at uddanne sig, bl.a. på Det Kongelige Danske Kunstakademi, hvorfra hun i 2003 dimitterede som billedkunstner med en mastergrad i Kunstteori og formidling. Hun debuterede som romanforfatter i 2009 med Ved slusen.

## Priser og legater
- 2019: Adam Oehlenschlaeger, Emil Aarestrup, Herman Bang og Johannes Ewald Fonden (anerkendelse af kunstnerisk virksomhed)
- 2017: Blixenprisen (Karensminde)
- 2015: DR Romanprisen (Godhavn)

Iben Mondrup har modtaget adskillige legater fra Statens Kunstfond, heriblandt det 3-årige arbejdsstipendium, som hun blev tildelt i 2015. I 2022 modtog  hun Statens Kunstfonds livslange hædersydelse.